# Самозаймання нафти
Самозаймання нафти — 
- 1. Займання нафти в пласті без застосування запалювальних пристроїв у результаті нагнітання окиснювача для здійснення методу внутрішньопластового горіння.
- 2. Займання видобутої нафти можливе при підвищенні її температури внаслідок нагрівання, наприклад, при перекачуванні насосами. Нижня температура самозаймання  +14 оС, верхня +118 оС.